# Atrakgletscher
Der Atrakgletscher befindet sich im nördlichen Hindukusch in der pakistanischen Provinz Khyber Pakhtunkhwa.
Der Atrakgletscher hat eine Länge von 29 km.
Er strömt von der Nordostflanke des Noshak entlang dem Hindukusch-Hauptkamm in östlicher Richtung. Er wird im Osten vom Kohe Shakawr und Udren Zom flankiert. Der Atrakgletscher speist den Fluss Udrengol, dessen Wasser über Tirichgol und Turikho dem Mastuj zufließt.